# Mistrzostwa Czterech Kontynentów w Łyżwiarstwie Figurowym 2012
Mistrzostwa czterech kontynentów w łyżwiarstwie figurowym 2012 – 14. edycja zawodów rangi mistrzowskiej dla łyżwiarzy figurowych z Azji, Afryki, Ameryki oraz Australii i Oceanii. Mistrzostwa odbywały się od 7 do 12 lutego 2012 roku w hali Broadmoor World Arena w Colorado Springs.
Wśród solistów zwyciężył Kanadyjczyk Patrick Chan, zaś wśród par tanecznych tytuł wywalczyli jego rodacy Tessa Virtue i Scott Moir. W rywalizacji solistek triumfowała Amerykanka Ashley Wagner, natomiast w konkurencji par sportowych złoto zdobyli reprezentanci Chin Sui Wenjing i Han Cong.

## Kwalifikacje
W zawodach mogli wziąć udział reprezentanci czterech kontynentów: Azji, Afryki, Ameryki oraz Australii i Oceanii, którzy przed dniem 1 lipca 2011 roku ukończyli 15 rok życia. W odróżnieniu od innych zawodów rangi mistrzowskiej w łyżwiarstwie figurowym, każdy kraj może wystawić 3 reprezentantów w każdej konkurencji, niezależnie od wyników osiągniętych przed rokiem.

## Klasyfikacja medalowa
| L.p. | Reprezentacja     | Złoto | Srebro | Brąz | Razem |
| ---- | ----------------- | ----- | ------ | ---- | ----- |
| 1    | Kanada            | 2     | 0      | 1    | 3     |
| 2    | Stany Zjednoczone | 1     | 2      | 3    | 6     |
| 3    | Chiny             | 1     | 0      | 0    | 1     |
| 4    | Japonia           | 0     | 2      | 0    | 2     |

## Wyniki

### Soliści
| Poz.                                 | Zawodnik           | Reprezentacja     | Nota łączna | SP | SP    | FS | FS     |
| ------------------------------------ | ------------------ | ----------------- | ----------- | -- | ----- | -- | ------ |
| 1                                    | Patrick Chan       | Kanada            | 273,94      | 1  | 87,95 | 1  | 185,99 |
| 2                                    | Daisuke Takahashi  | Japonia           | 244,33      | 3  | 82,59 | 2  | 161,74 |
| 3                                    | Ross Miner         | Stany Zjednoczone | 223,23      | 6  | 76,89 | 4  | 146,34 |
| 4                                    | Adam Rippon        | Stany Zjednoczone | 221,55      | 7  | 74,92 | 3  | 146,63 |
| 5                                    | Takahito Mura      | Japonia           | 217,16      | 2  | 83,44 | 6  | 133,72 |
| 6                                    | Dienis Ten         | Kazachstan        | 210,03      | 5  | 77,73 | 7  | 132,30 |
| 7                                    | Tatsuki Machida    | Japonia           | 208,04      | 4  | 82,37 | 10 | 125,67 |
| 8                                    | Kevin Reynolds     | Kanada            | 203,26      | 9  | 68,22 | 5  | 135,04 |
| 9                                    | Misza Ge           | Uzbekistan        | 196,53      | 11 | 64,49 | 8  | 132,04 |
| 10                                   | Guan Jinlin        | Chiny             | 196,53      | 10 | 66,36 | 9  | 130,17 |
| 11                                   | Song Nan           | Chiny             | 190,51      | 8  | 69,34 | 11 | 121,17 |
| 12                                   | Christopher Caluza | Filipiny          | 172,60      | 14 | 58,02 | 12 | 114,58 |
| 13                                   | Richard Dornbush   | Stany Zjednoczone | 164,29      | 13 | 61,34 | 14 | 102,95 |
| 14                                   | Jeremy Ten         | Kanada            | 159,22      | 12 | 61,37 | 18 | 97,85  |
| 15                                   | Kim Min-seok       | Korea Południowa  | 157,14      | 21 | 49,39 | 13 | 107,75 |
| 16                                   | Wu Jialiang        | Chiny             | 156,62      | 15 | 56,19 | 17 | 100,43 |
| 17                                   | Alex Kang-chan Kam | Korea Południowa  | 154,07      | 16 | 52,12 | 15 | 101,95 |
| 18                                   | Abzał Rakimgalijew | Kazachstan        | 153,63      | 17 | 52,10 | 16 | 101,53 |
| 19                                   | Brendan Kerry      | Australia         | 144,26      | 23 | 47,01 | 19 | 97,25  |
| 20                                   | Mark Webster       | Australia         | 138,87      | 18 | 50,88 | 20 | 87,99  |
| 21                                   | Jordan Ju          | Chińskie Tajpej   | 134,97      | 20 | 49,49 | 22 | 85,48  |
| 22                                   | Luiz Manella       | Brazylia          | 133,07      | 19 | 50,17 | 24 | 82,90  |
| 23                                   | Kevin Alves        | Brazylia          | 132,94      | 22 | 47,96 | 23 | 84,98  |
| 24                                   | Nicholas Fernandez | Australia         | 131,76      | 24 | 44,57 | 21 | 87,19  |
| Nie awansowali do programu dowolnego |                    |                   |             |    |       |    |        |
| 25                                   | Harry Hau Yin Lee  | Hongkong          | NQ          | 25 | 42,00 | NQ | NQ     |
| 26                                   | Maverick Eguia     | Filipiny          | NQ          | 26 | 41,63 | NQ | NQ     |
| 27                                   | Wun-Chang Shih     | Chińskie Tajpej   | NQ          | 27 | 37,27 | NQ | NQ     |
| 28                                   | Kim Hwan-jin       | Korea Południowa  | NQ          | 28 | 36,95 | NQ | NQ     |

### Solistki
| Poz.                                 | Zawodniczka              | Reprezentacja     | Nota łączna | SP | SP    | FS | FS     |
| ------------------------------------ | ------------------------ | ----------------- | ----------- | -- | ----- | -- | ------ |
| 1                                    | Ashley Wagner            | Stany Zjednoczone | 192,41      | 2  | 64,07 | 1  | 128,34 |
| 2                                    | Mao Asada                | Japonia           | 188,62      | 1  | 64,25 | 2  | 124,37 |
| 3                                    | Caroline Zhang           | Stany Zjednoczone | 176,18      | 4  | 58,74 | 3  | 117,44 |
| 4                                    | Kanako Murakami          | Japonia           | 169,32      | 3  | 63,45 | 5  | 105,87 |
| 5                                    | Zhang Kexin              | Chiny             | 162,59      | 5  | 54,07 | 4  | 108,52 |
| 6                                    | Agnes Zawadzki           | Stany Zjednoczone | 157,23      | 6  | 52,87 | 6  | 104,36 |
| 7                                    | Amélie Lacoste           | Kanada            | 147,65      | 7  | 51,72 | 8  | 95,93  |
| 8                                    | Cynthia Phaneuf          | Kanada            | 147,47      | 8  | 50,76 | 7  | 96,71  |
| 9                                    | Haruka Imai              | Japonia           | 134,49      | 11 | 45,19 | 9  | 89,30  |
| 10                                   | Kwak Min-jeong           | Korea Południowa  | 130,52      | 9  | 48,72 | 10 | 81,80  |
| 11                                   | Geng Bingwa              | Chiny             | 127,89      | 10 | 46,98 | 11 | 80,91  |
| 12                                   | Victoria Muniz           | Portoryko         | 117,83      | 12 | 42,63 | 13 | 75,20  |
| 13                                   | Alexandra Najarro        | Kanada            | 117,11      | 14 | 37,08 | 12 | 80,03  |
| 14                                   | Melinda Wang             | Chińskie Tajpej   | 103,69      | 18 | 35,35 | 15 | 68,34  |
| 15                                   | Sandra Khopon            | Tajlandia         | 103,15      | 17 | 35,58 | 16 | 67,57  |
| 16                                   | Zhu Qiuying              | Chiny             | 102,77      | 16 | 36,43 | 17 | 66,34  |
| 17                                   | Chantelle Kerry          | Australia         | 102,49      | 20 | 32,28 | 14 | 70,21  |
| 18                                   | Mimi Tanasorn Chindasook | Tajlandia         | 97,19       | 13 | 37,23 | 22 | 59,96  |
| 19                                   | Yun Yea-ji               | Korea Południowa  | 96,85       | 19 | 32,46 | 19 | 64,39  |
| 20                                   | Melanie Swang            | Tajlandia         | 96,16       | 22 | 31,21 | 18 | 64,95  |
| 21                                   | Suhr Chae-yeon           | Korea Południowa  | 94,95       | 15 | 36,54 | 23 | 58,41  |
| 22                                   | Lejeanne Marais          | Południowa Afryka | 94,34       | 21 | 32,15 | 21 | 62,19  |
| 23                                   | Crystal Kiang            | Chińskie Tajpej   | 93,79       | 23 | 30,91 | 20 | 62,88  |
| 24                                   | Zhaira Costiniano        | Filipiny          | 87,26       | 24 | 30,33 | 24 | 56,93  |
| Nie awansowały do programu dowolnego |                          |                   |             |    |       |    |        |
| 25                                   | Reyna Hamui              | Meksyk            | NQ          | 25 | 29,84 | NQ | NQ     |
| 26                                   | Chaochih Liu             | Chińskie Tajpej   | NQ          | 26 | 29,07 | NQ | NQ     |
| 27                                   | Mericien Venzon          | Filipiny          | NQ          | 27 | 28,91 | NQ | NQ     |
| 28                                   | Brittany Lau             | Singapur          | NQ          | 28 | 28,79 | NQ | NQ     |
| 29                                   | Zara Pasfield            | Australia         | NQ          | 29 | 28,14 | NQ | NQ     |
| 30                                   | Jaimee Nobbs             | Australia         | NQ          | 30 | 26,33 | NQ | NQ     |

### Pary sportowe

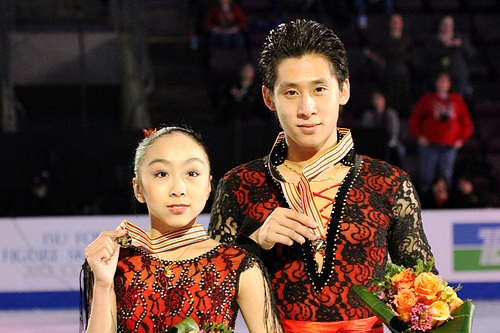
Mistrzowie w parach sportowych Sui Wenjing i Han Cong (CHN)

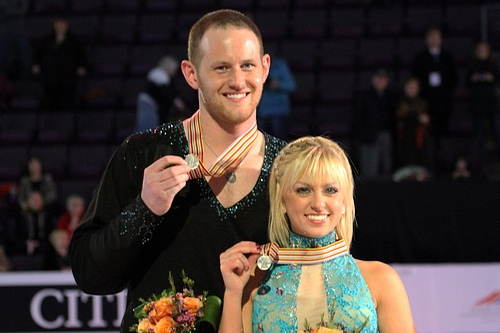
Wicemistrzowie w parach sportowych Caydee Denney i John Coughlin (USA)

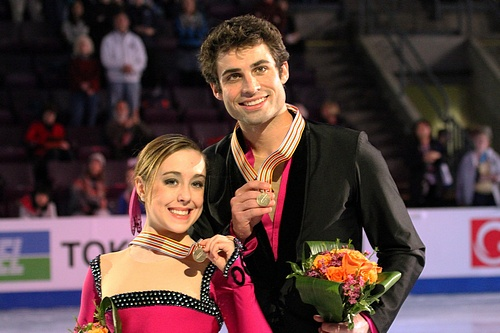
Brązowi medaliści w parach sportowych Mary Beth Marley i Rockne Brubaker (USA)

| Poz. | Zawodnicy                          | Reprezentacja     | Nota łączna | SP | SP    | FS | FS     |
| ---- | ---------------------------------- | ----------------- | ----------- | -- | ----- | -- | ------ |
| 1    | Sui Wenjing / Han Cong             | Chiny             | 201,83      | 1  | 66,75 | 1  | 135,08 |
| 2    | Caydee Denney / John Coughlin      | Stany Zjednoczone | 185,42      | 2  | 63,35 | 2  | 122,07 |
| 3    | Mary Beth Marley / Rockne Brubaker | Stany Zjednoczone | 178,89      | 3  | 62,42 | 3  | 116,47 |
| 4    | Meagan Duhamel / Eric Radford      | Kanada            | 171,76      | 8  | 57,53 | 4  | 114,23 |
| 5    | Narumi Takahashi / Mervin Tran     | Japonia           | 171,11      | 4  | 61,54 | 5  | 109,57 |
| 6    | Amanda Evora / Mark Ladwig         | Stany Zjednoczone | 167,99      | 5  | 60,75 | 6  | 107,24 |
| 7    | Paige Lawrence / Rudi Swiegers     | Kanada            | 158,66      | 6  | 57,97 | 7  | 100,69 |
| 8    | Jessica Dubé / Sébastien Wolfe     | Kanada            | 154,79      | 7  | 57,68 | 8  | 97,11  |
| 9    | Zhang Yue / Wang Lei               | Chiny             | 140,24      | 10 | 48,04 | 9  | 92,20  |
| 10   | Dong Huibo / Wu Yiming             | Chiny             | 137,91      | 9  | 49,52 | 10 | 88,39  |

### Pary taneczne
| Poz. | Zawodnicy                           | Reprezentacja     | Nota łączna | SD | SD    | FD | FD     |
| ---- | ----------------------------------- | ----------------- | ----------- | -- | ----- | -- | ------ |
| 1    | Tessa Virtue / Scott Moir           | Kanada            | 182,84      | 2  | 71,60 | 1  | 111,24 |
| 2    | Meryl Davis / Charlie White         | Stany Zjednoczone | 179,40      | 1  | 72,15 | 2  | 107,25 |
| 3    | Kaitlyn Weaver / Andrew Poje        | Kanada            | 163,26      | 3  | 64,23 | 3  | 99,03  |
| 4    | Maia Shibutani / Alex Shibutani     | Stany Zjednoczone | 158,29      | 4  | 63,38 | 4  | 94,91  |
| 5    | Madison Hubbell / Zachary Donohue   | Stany Zjednoczone | 129,20      | 5  | 49,93 | 5  | 79,27  |
| 6    | Alexandra Paul / Mitchell Islam     | Kanada            | 117,97      | 6  | 48,52 | 7  | 69,45  |
| 7    | Yu Xiaoyang / Wang Chen             | Chiny             | 115,05      | 7  | 45,42 | 6  | 69,63  |
| 8    | Anna Nagornyuk / Viktor Kovalenko   | Uzbekistan        | 107,61      | 9  | 39,93 | 8  | 67,68  |
| 9    | Danielle O’Brien / Gregory Merriman | Australia         | 105,91      | 8  | 40,10 | 9  | 65,81  |
| 10   | Corenne Bruhns / Ryan Van Natten    | Meksyk            | 91,57       | 10 | 35,93 | 10 | 55,64  |
| 11   | Cortney Mansour / Daryn Zhunussov   | Kazachstan        | 78,66       | 11 | 25,53 | 11 | 53,13  |